# Nowa synagoga w Ostrowie Wielkopolskim
Nowa synagoga w Ostrowie Wielkopolskim – synagoga ulokowana w Śródmieściu Ostrowa Wielkopolskiego, przy ulicy Raszkowskiej 21, na północnym skraju dawnej dzielnicy żydowskiej.
Obecnie jest to jedyna w Polsce zachowana wielkomiejska synagoga w niegdyś bardzo powszechnym stylu mauretańskim. Uważana za najcenniejszy zabytek architektury sakralnej miasta.

## Gmina żydowska w Ostrowie
Pierwsza większa grupa Żydów przybyła do Ostrowa na początku XVIII wieku z Niemiec wraz z rzemieślnikami sprowadzonymi tu przez Jana Jerzego Przebendowskiego. Gmina żydowska w Ostrowie została założona w 1724 i podlegała gminie żydowskiej w Kaliszu. Dzięki pomocy ze strony kolejnych właścicieli Ostrowa wspólnota żydowska szybko się rozwijała i w roku 1846 liczyła już 1709 osób, co stanowiło 30% z ogólnej liczby 5685 mieszkańców. Żydzi słabo asymilowali się z resztą ludności miasta (ich niemieckie pochodzenie wpłynęło na nieco lepsze relacje z Niemcami), a po I wojnie światowej i odzyskaniu przez Polskę niepodległości znaczna ich część wyemigrowała do Niemiec. W dniu wybuchu II wojny światowej Żydów w Ostrowie było już tylko 66.
Ostrowscy Żydzi pierwsze nauki pobierali w stojącym niegdyś na wschód od synagogi chederze. Następnie edukacje kontynuować mogli w Królewskim Gimnazjum Męskim lub w Miejskiej Wyższej Szkole Żeńskiej, która przyjmowała również Żydów. W szkołach tych język hebrajski (przez pewien czas) był przedmiotem równoprawnym z innymi, a ostrowscy rabini tacy jak Israel Meir Freimann, Elias Plessner i Leopold Neuhaus byli jednocześnie wybitnymi przedstawicielami ówczesnej społeczności lokalnej. Po I wojnie światowej, wobec małej liczby ludności żydowskiej, posługę kapłana w Ostrowie pełnił rabin z Kępna.
Dzielnica żydowska ulokowana była po zachodniej stronie Rynku, w rejonie obecnego placu 23 stycznia potocznie nazywanego „Zielonym Rynkiem”. Najprawdopodobniej teren placu dzisiaj trójkątny w rzucie, w pierwotnym założeniu miał być prostokątny oraz miał stanowić opozycyjny rynek, co ostatecznie nie udało się zrealizować. Mimo to od początku swojego założenia stawiano na nim i wokół niego najważniejsze budynki gminy, takie jak: Starą drewnianą synagogę następnie do 1780 r. istniał tu niewielki cmentarz. W północnej części założenia stała mała rzeźnia rytualna. W 1841 wybudowano szkołę elementarną dla młodych Żydów (wyburzona w latach 80 XX w.), a w 1860 zaraz obok niej nową tym razem murowaną synagogę. Na Południe od nowego przybytku znajdowała się mykwa (obiekt zachowany) oraz dom rabina (znajdował się obok południowo-zachodniego wejścia do bożnicy).
Więcej na temat cmentarzy żydowskich i starej synagogi w Ostrowie w artykułach:
- cmentarze żydowskie w Ostrowie
- stara synagoga w Ostrowie

## Nowa synagoga

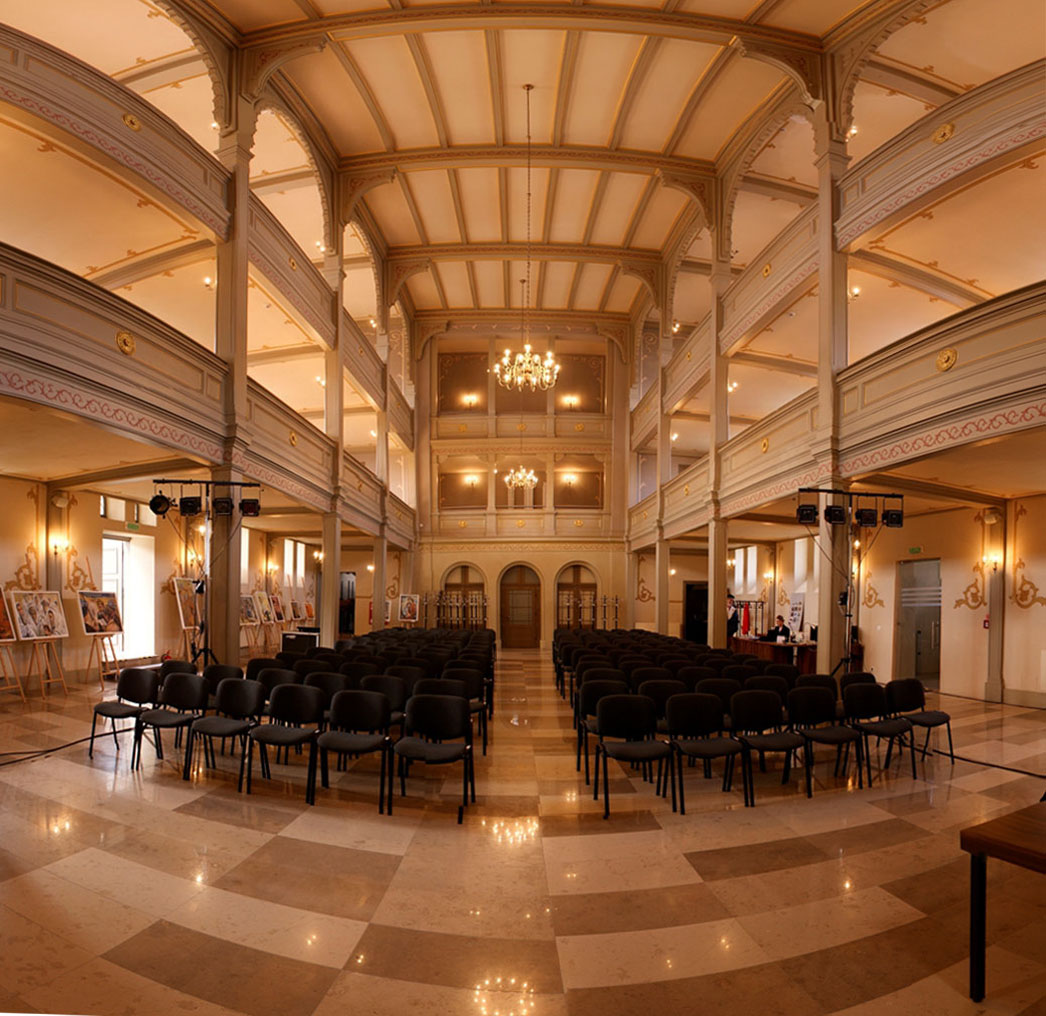
Sala główna w trakcie przygotowań do ogólnopolskiego festiwalu teatrów niezależnych

O jej powstaniu zadecydowano mając na uwadze zbyt małe rozmiary i zły stan starej synagogi. Wybrano popularny wówczas wśród synagog europejskich styl mauretański. Kamień węgielny wmurował 7 kwietnia 1857 rabin z Kępna Mojżesz Stössel. Autorem projektu był mistrz murarstwa Moritz Landé, który wraz z królewskim inspektorem Kaselem nadzorował budowę bożnicy. Zakończono ją w 1860 roku. Postawienie budynku synagogi nie byłoby możliwe bez wsparcia spoza gminy żydowskiej. Szczególne zasługi miał tu m.in. Józef Aleksander Nasierowski, dziedzic Wysocka.
10 października 1872 roku doszło tu do tragedii, która odbiła się echem w publikacjach niemieckich. Podczas modłów w dniu Jom Kipur (Dzień Pojednania) zgasły lampy gazowe. Na balkonach zajmowanych zwyczajowo przez kobiety i dzieci wybuchła panika. Pod uciekającymi ludźmi zawaliły się schody – zginęło 19 osób (Żydzi oraz chrześcijańska dziewczyna). Pochowano ich (z wyjątkiem chrześcijanki) w zbiorowej mogile na nieistniejącym już cmentarzu żydowskim przy al. Słowackiego. W 1903 roku dokonano gruntownego remontu synagogi kosztem 12 tysięcy marek. Prawdopodobnie obecne dekoracje oraz hełmy wieżyczek pochodzą właśnie z tego okresu.
W czasie II wojny światowej hitlerowcy wyburzyli prawie całą dzielnicę żydowską. Synagoga zawdzięcza swoje ocalenie specyficznemu mikroklimatowi w jej wnętrzu – zlokalizowano tam magazyn alkoholi i żywności. Po zakończeniu wojny, wobec braku społeczności żydowskiej, pełniła w dalszym ciągu funkcje magazynowe (skład meblowy). Komuniści dokonali ponadto zmian we wnętrzu: wywieźli elementy ruchome, sprzęty rytualne, zdemontowano Aron ha-kodesz.
W 1946 roku Wojsko Polskie wysunęło propozycję urządzenia w synagodze teatru z orkiestrą symfoniczną. W odpowiedzi Naczelna Rada Religijna Żydów Polskich oraz Ministerstwo Administracji Publicznej nie wyrazili zgody na przeznaczenie budynku dla celów artystycznych.
Na przełomie lat 80. i 90. pojawiło się kilka projektów adaptacyjnych. Udało się zrealizować tylko najbardziej palącą potrzebę, jaką była renowacja pokrycia dachowego zabezpieczająca drewniane wnętrza przed rozkładem pod wpływem wody deszczowej.
W latach 1990 do 2010 synagoga otwierana byłą sporadycznie i wykorzystywano ją jako scena impresaryjna (Festiwal Teatrów Niezawodowych, Festiwal Filmów na Slajdach). Odbył się tu także cykl seminariów Przeszłość dla Przyszłości traktujących o przenikaniu się kultur niemieckiej, żydowskiej, polskiej i rosyjskiej, których gościem był m.in. ówczesny ambasador Izraela w Polsce – Szewach Weiss.
W 2006 roku uregulowane zostały sprawy własnościowe synagogi i kirkutów. W zamian za odstąpienie od roszczeń do synagogi, samorząd zapłacił w 2006 roku Gminie Wyznaniowej Żydowskiej we Wrocławiu 225 tysięcy zł i zobowiązał się do wybudowania na własny koszt dwóch lapidariów na miejscach dawnych cmentarzy żydowskich.
Zgodnie z wydanym w 2005 roku Lokalnym Programem Rewitalizacji Ostrowa w synagodze ma powstać Centrum Trzech Kultur im. Wojciecha Bąka, Israela Meira Freimanna i Edzarda Schapera. W głównej sali modlitewnej będą odbywać się koncerty symfoniczne i chóralne, spektakle teatralne oraz konferencje.
Rozpisano ponadto przetarg na częściowe prace remontowe obiektu. Na rzecz synagogi działa, powołane w 2006 roku, Stowarzyszenie „Przyjaciele Ostrowskiej Synagogi”.
W styczniu 2007 roku lokalny samorząd przeznaczył prawie milion złotych na remont synagogi.
16 kwietnia 2007 roku uroczyście obchodzono 150. lecie synagogi. Z tej okazji Stowarzyszenie „Przyjaciół Ostrowskiej Synagogi” oraz Prezydent Miasta Ostrowa Wielkopolskiego Radosław Torzyński zorganizowali specjalną konferencję, na której wygłoszono kilka referatów oraz przeprowadzono dyskusję na temat historii ostrowskich Żydów. Gościem specjalnym była Betina Lande-Tergeist, praprawnuczka budowniczego synagogi.
18 stycznia 2010 podpisana została umowa z wykonawcą na kompleksową modernizację budynku ostrowskiej Synagogi. Renowacją zajęła się toruńska firma Restauro, która wystartowała w przetargu ograniczonym tworząc konsorcjum z firmą ostrowską. Zadanie to w 70% pokryły pozyskane przez miasto środki unijne z Wielkopolskiego Regionalnego Programu Operacyjnego na lata 2007-2013 na rozwój kultury i dziedzictwa narodowego.
25 lutego 2010 postawiono rusztowania przy budynku nowej synagogi w Ostrowie, rozpoczynając tym samym prace renowacyjne obiektu.
1 i 2 października 2011 Odbyły się Dni Otwarte, podczas których zwiedzający mieli możliwość obejrzeć wnętrze odrestaurowanej synagogi.

## Architektura

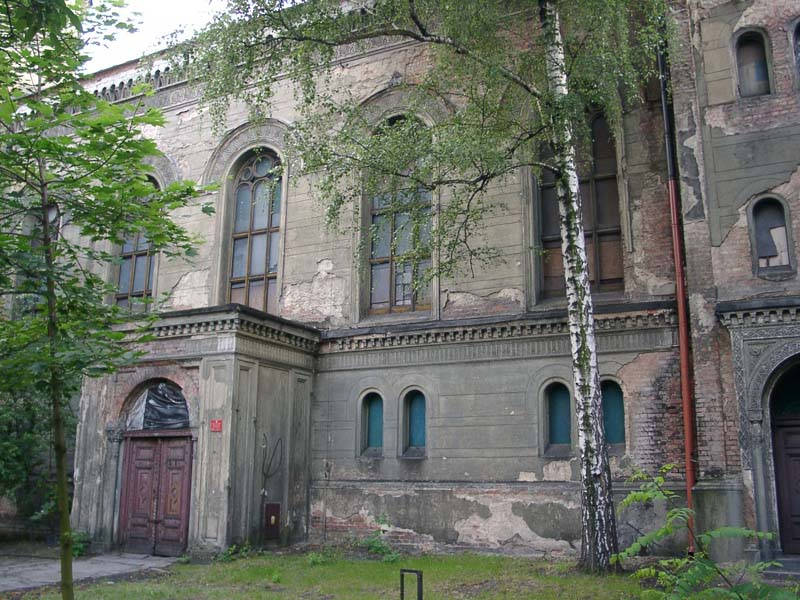
Fragment elewacji północnej, przed renowacją

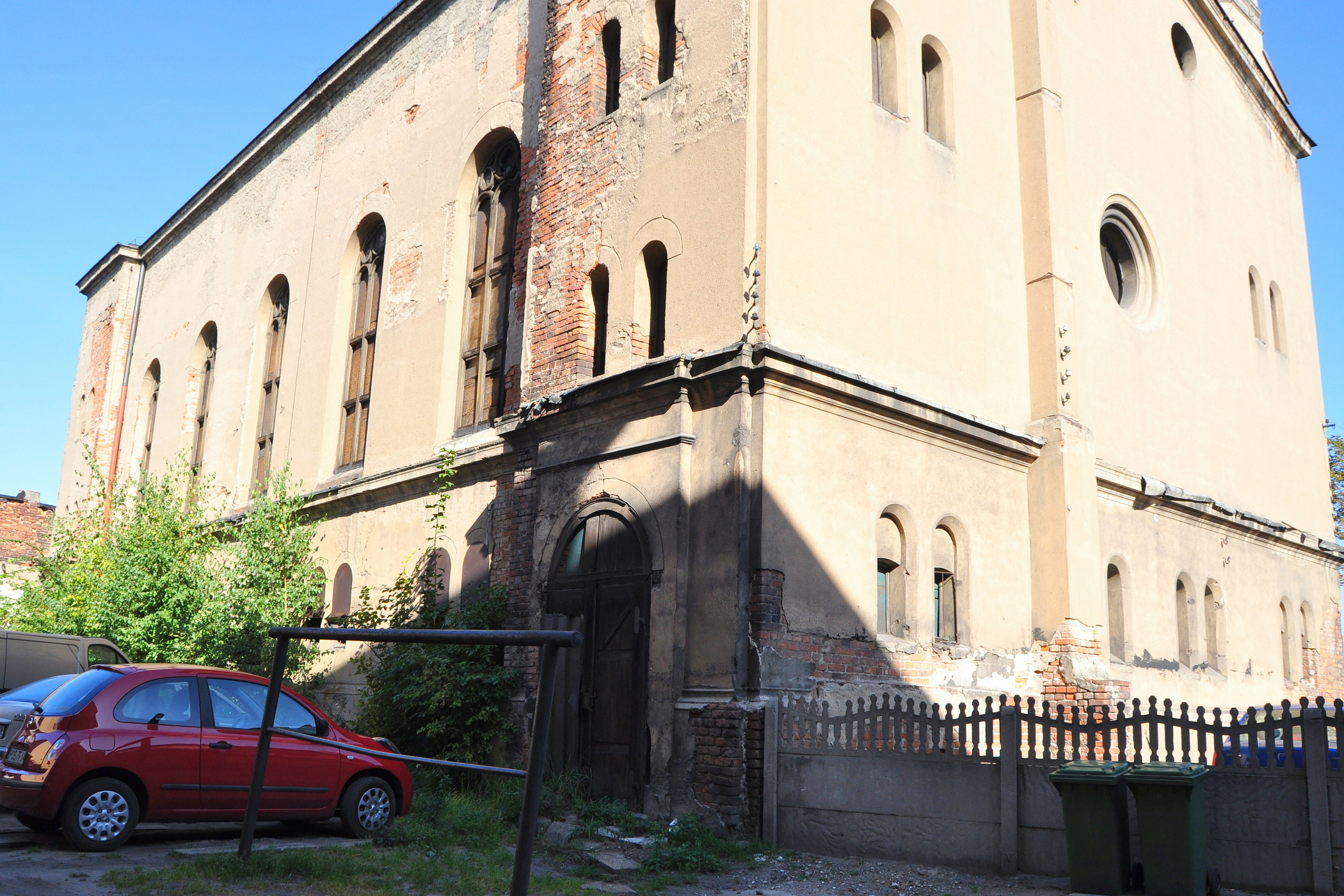
Elewacja południowo-wschodnia, przed renowacją

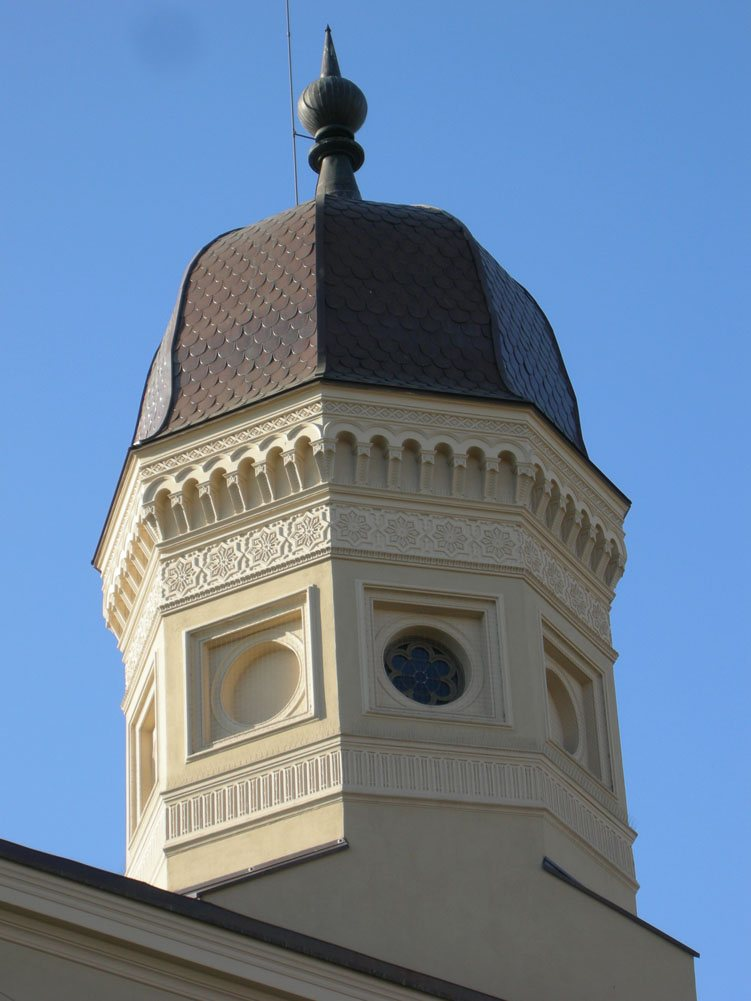
Wieża synagogi

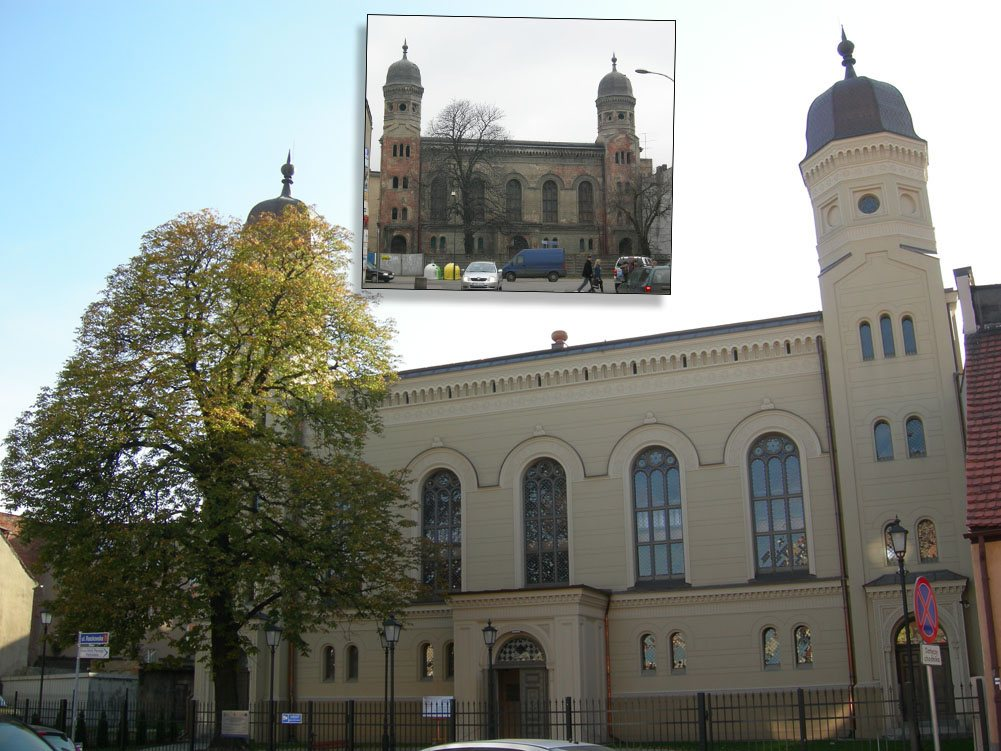
Fasada przed i po renowacji

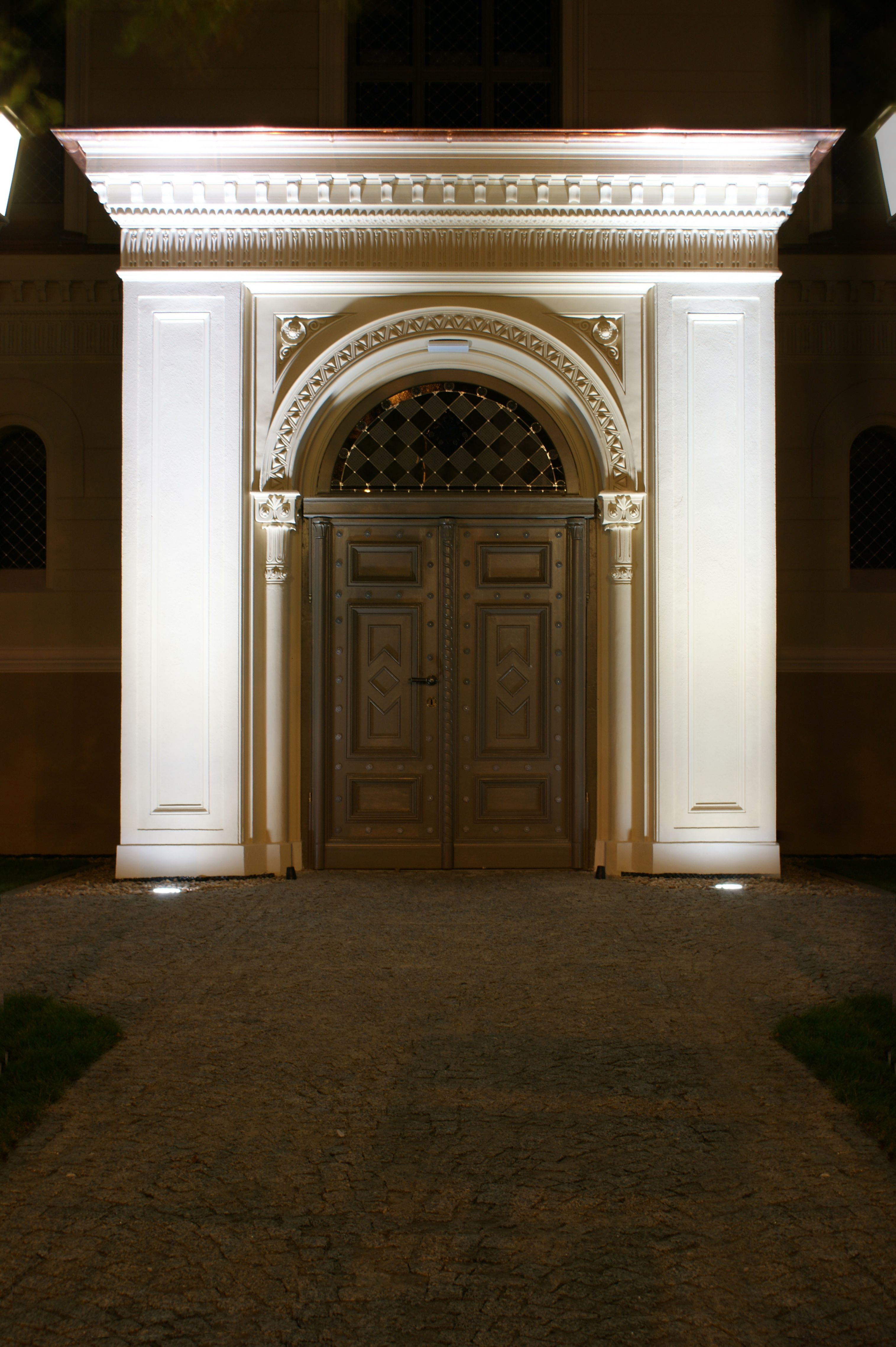
Portal główny (nocą)

Okazały budynek utrzymany jest w stylu mauretańskim, zwanym też pseudomauretańskim, powstałym na bazie zasadniczo muzułmańskiego stylu ukształtowanego w Afryce Północnej i Hiszpanii. Wybór takiego stylu miał na celu podkreślenie orientalnego pochodzenia społeczności żydowskiej. Obecne są też naleciałości architektury typowo dziewiętnastowiecznej (neorenesansowej) i stylu bizantyjskiego. Swoją dekoracyjną koncepcją nawiązuje do wielkich synagog w Berlinie i Budapeszcie. Budynek jest szeroki, masywny, z dwiema wieżami położonymi w narożnikach dłuższego boku od strony północnej. Jego rozmiary to:
| Wymiary geometryczne | Metry bieżące | Metry kwadratowe                          |
| -------------------- | ------------- | ----------------------------------------- |
| Długość              | 29,23 m       | Całkowita powierzchnia zabudowy 483,36 m² |
| Szerokość            | 16,60 m       | Całkowita powierzchnia zabudowy 483,36 m² |
| Wysokość             |               |                                           |
| Korpus               | Korpus        | ok. 16 m                                  |
| Wieża                | Wieża         | ok. 26 m                                  |

### Fasada
Fasada (elewacja północna), dzieli się na dwie części: wieże oraz (znajdujący się między nimi) 5 osiowy korpus. Przyziemie z portalami i biforiami, tworzy schemat ABBABBA (A-portal, B-przeźrocza). Portal wschodni i zachodni dla kobiet i dzieci, portal główny dla mężczyzn. Całość swoimi podziałami prawdopodobnie nawiązuje do menory (7 przęseł, kruchta jako środkowe ramie od którego zapalano inne świeczki). Fasada bogato zdobiona. Kolorystyka elewacji niegdyś brudno żółta (ugier), obecnie szara z licznymi ubytkami.
Pierwsza kondygnacja: Na środku przyziemia korpusu (4 oś), niewielka kruchta (przykryta dachem płaskim) z głównym portalem. Portal bogato dekorowany z nadświetlem, flankowany półkolumnami o gładkich trzonach. Kapitele izraelskie z nasadnikiem zdobionym palmetą. Portal zamknięty łukiem pełnym z archiwoltą zdobioną geometrycznie (trójkątami). Motyw ten odtworzony z bocznych portali w głównym nie przetrwał. Pachy łuku wypełnione sztukaterią w kształcie palmety z wolutami. Motyw ten również znamy z fragmentów portali bocznych. Tynk kruchty dzielą linie horyzontalne i wertykalne, tworząc jak by ramy. Narożniki kruchty widocznie wysunięte.
Przeźrocza sąsiednich osi (2, 3, 5, 6) stanowią biforia, ze spadziście skierowanymi na zewnątrz parapetami. Biforia te mają całkowicie zniszczoną stolarką (obecnie zabite drewnianymi płytami). Do około jednego metra nad ziemiom widoczny cokół. Tynk zdobiony boniowaniem płaskim z łukowatymi żłobieniami podkreślającymi każde z okien. Przyziemie od 2 kondygnacji oddziela fryz ciągły z motywem pionowych żłobień. Fryz oplata kruchtę oraz ryzality (wieże), ponad nim kroksztyn wspierający gzyms kordonowy.
Druga kondygnacja: Ta cześć fasady jest nie organiczna ponieważ okna mają wysokość 2 kondygnacji galerii wewnętrznych, a niewielkie otwory okienne we fryzie znajdują się już na poddaszu.
W tej kondygnacji znajduje się pięć dużych, pionowych okien (w osiach 2, 3, 4, 5, 6). Otwory okienne zwieńczone łukiem pełnym, zdobionym dość szeroką archiwoltą (zdobienia archiwolty analogiczne), opierającą się jakby na boniowaniu. Na szczycie archiwolty ozdoba jakby akroterion, wyraźnie odstający od lica ściany. Stolarka drewniana uszkodzona, ale zachowana. Wnętrze okiennic zdobione drewnianymi maswerkami z długimi poprzecinanymi przez ślemię lancetami. Oszklenie niegdyś kolorowe. Od wewnątrz zabite drewnianymi płytami. Tynk jak wyżej wspomniano boniowany płasko. Elewacja zwieńczona szerokim kimationem z geometrycznymi zdobieniami w kształcie 8 ramiennej gwiazdy. Wyżej z bardzo wydatnym pełno łukowym fryzem arkadowym w którym co 5 przęsło stanowi niewielkie okno (przypomina to machikuły). Całość kończy gzyms koronujący. Zadaszenie obiektu proste dwuspadowe pokryte papą.
Wieże: Flankujące fasadę wieżyczki: w rzucie poziomym mają kształt kwadratu. Są one lekko wysunięte od lica obiektu (ryzality). Posiadają 5 kondygnacji. W przyziemiu portale wysunięte przykryte niewielkimi jedno spadowym dachami. Rozwiązania zdobnicze w tych portalach są identyczny z portalem głównym. W drugiej i trzeciej kondygnacji biforia. Na trzeciej kondygnacji wieżyczki zachodniej w prawym oknie, zachowana ażurowa stolarka drewniana wypełniająca całe przeźrocze. Czwarta kondygnacja, triforia. Piąta kondygnacja przechodzi na rzut 8 konta. Jest to bęben z okrągłymi oknami. Okna umieszczono w kwadratowej murowanej ramce na wszystkich 8 ściankach. Hełm, kopułę od bębna oddziela kimation z fryzem analogiczny do korpusu. Hełmy cebulowe ośmiospadowe z szarymi pół okrągłymi dachówkami (ułożone na wzór rybiej łuski). Całość zwieńczona jest iglicą wyrastającą z kuli.
Elewacje wschodnia i południowa posiadają skromne zdobienia, zachodnia jest do połowy zabudowana.

### Wnętrze
Wnętrze zajmuje jednoprzestrzenna sala główna, otoczona z 3 stron drewnianymi 2-kondygnacyjnymi galeriami, północne i południowe galerie zwieńczone łukami podkowiastymi o koronkowych licach, zachodnia w przyziemiu podzielona 3 otworami zamkniętymi łukiem, a na drugiej kondygnacji zwieńczona prosto. Galerie pełniły role babińca. Ściana wschodnia kryjąca niegdyś arkę, zamknięta jest dużym murowanym łukiem pełnym z ozdobną bordiurą. Na tej ścianie zachowała się również rozeta, obramowana błękitno-złotymi promieniami i pierścieniami. Po bogato zdobionej arce (Aron ha-kodesz) o wysokości niemal całego pomieszczenia, ujętej 2 wieżami pozostały jedynie ślady. Na jedynym z filarów w przyziemiu zachowały się narodowosocjalistyczne pieczęcie z orłem trzymającym swastykę, a pod nim litery H.U. Całość ruchomego wyposażenia między innymi 3 mosiężne żyrandole oraz arka, po wojnie została wywieziona przez komunistów. Wnętrze oświetlają 10 dużych okien zasłoniętych przez galerie i jeden okulus od strony arki. Okna niegdyś wypełniały kolorowe witraże. Na ścianach zachowały się resztki dekoracji malarskiej przedstawiające motywy geometryczne oraz roślinne. Pod zachodnią galerią na ścianie wymalowano pas z motywem meandra. Na balkony wchodzono przez 3 klatki schodowe, od południowego i północnego wschodu oraz od północnego zachodu. Przy czym klatka południowo-wschodnia prowadziła na same poddasze. Cała sala przykryta jest drewnianym stropem.